# Алексин (философ)
Алексин ('Αλεξίνος) из Элиды (кон. 4 — нач. 3 в. до н. э.) — древнегреческий философ, представитель Мегарской школы, преемник Евбулида (Diog. L. II 109).
Судя по сообщаемым у Диогена Лаэртия сведениям, Алексин был прежде всего эристиком. Главным содержанием его сочинений (которые не сохранились) были споры, за увлечение которыми его прозвали ΈλεγξΙν (Опровергатель, в пер. М. Л. Гаспарова Укусин). Излюбленной мишенью Алексина был стоик Зенон из Кития, чьи доказательства разумности и одушевленности космоса (см. SVF lll=Sext. Emp. Adv. Math. DC 104) он пародировал следующим образом: «Способный к поэтическому творчеству лучше неспособного, а грамотный — неграмотного, и так же в случае со всеми остальными искусствами: тот, кто в них разбирается, лучше того, кто не разбирается; но нет ничего лучше космоса. Следовательно, космос способен к поэтическому творчеству и грамотен» (Adv. Math. К 108-109). Секст называет этот силлогизм Алексина «передергиванием» «παραβολή». Но сами стоики внимательно отнеслись к критике, — Аристон Хиосский написал специальное сочинение «Против возражений Алексина» (SVF I 333).
Писал он и против других, точно известен ещё историк Эфор (Diog. L. II 110).

По свидетельству Гермиппа он переехал из Элиды в Олимпию с целью создать философскую школу, которая называлась бы Олимпийской. Однако место оказалось нездоровым, припасы закончились, и ученики разошлись. Алексин конец жизни провёл уединённо, лишь с одним рабом. Умер он, случайно наколовшись на тростник во время купания. Диоген Лаэртский сохранил эпиграмму (Diog. L. II 109-110):
Неложную о том передают повесть,
Как злополучный пловец,
Ныряя, проколол себе гвоздём ногу —
Так и достойнейший муж,
Философ Алексин, через Алфей плывший,

Умер, пронзен тростником.